# Proyecto Riese
El proyecto Riese (en alemán, Der Riese, "El gigante") era el nombre clave de un proyecto de construcción de la Alemania nazi, el cual comenzó en las montañas del Búho (en los Sudetes) y en el castillo de Książ en el año 1943, pero nunca se finalizó debido a que fue descubierto por las fuerzas Aliadas en el año 1945. Consistía en siete complejos subterráneos de instalaciones militares, localizados en la Baja Silesia, antes territorio de Alemania, ahora parte de Polonia.

## Historia
Debido a los crecientes ataques aéreos aliados, la Alemania nazi trasladó gran parte de su producción de armamento estratégico a la supuesta seguridad del Distrito de los Sudetes. En septiembre de 1943 se inició un proyecto para construir un Cuartel General de Hitler en el castillo de Książ y fábricas subterráneas debajo de las montañas del Búho. Para ello, se creó la Schlesische Industriegemeinschaft AG (Compañía Industrial de Silesia) en otoño de 1943, con sede en Jedlina-Zdrój. 
Los planes incluían obras de adaptación en Książ, la creación del complejo subterráneo debajo del castillo, la construcción de túneles y grandes salas subterráneas en varios lugares de las montañas del Búho. Las rocas de las montañas se perforaron con explosivos y las cavernas resultantes se reforzaron con hormigón y acero. Luego se implementó una red de caminos, un ferrocarril de vía estrecha, se abasteció con agua, redes de alcantarillado, electricidad y teléfono se pusieron en marcha. Para ello, se emplearon especialistas mineros, en su mayoría alemanes, italianos, ucranianos y checos. Pero la mayor parte del trabajo fue realizado por trabajadores forzados (principalmente polacos y rusos) y prisioneros de guerra (italianos y rusos). Los constructores en noviembre de 1943 establecieron campos de trabajo en Jedlinka.
Insatisfecho con el progreso del proyecto, en abril de 1944 la supervisión de la construcción fue entregada a la Organización Todt. Los prisioneros del campo de concentración cercano fueron asignados a trabajos forzados. Ellos fueron desplegados en los trece campos y un nombre del hospital Gross-Rosen Museum en Rogoznica en las cercanías de los complejos. La red de estos campos ha sido nombrada Arbeitslager Riese (Lista de los subcampos de Arbeitslager Riese) y formó parte de la administración de Arbeitslager Riese; su comandante de campo (SS-Hauptsturmführer Albert Lütkemeyer) se encontraba en Al Wüstegiersdorf. Desde diciembre de 1944 hasta enero de 1945, los prisioneros fueron custodiados por 853 Schutzstaffel o SS. Tropas Gross-Rosen Museum en Rogoznica
De acuerdo con datos incompletos, al menos 13.000 prisioneros trabajaron para el proyecto Gigante, la mayoría de ellos pasó desde el campo de concentración de Auschwitz. Los documentos permiten la identificación de los 8.995 prisioneros. Todos ellos eran judíos, alrededor del 70 por ciento de Hungría, el resto de Polonia, Grecia, Rumania, Checoslovaquia, Holanda, Bélgica y Alemania. Abrieron túneles dentro de las montañas, carreteras y vías férreas, trabajaron en el transporte de materiales de construcción. La mortalidad fue muy alta debido a la enfermedad, la desnutrición, agotamiento, peligrosas obras subterráneas y el maltrato de los presos por parte de los guardias alemanes. La deportación de 857 prisioneros agotados al campo de concentración de Auschwitz, así como 14 ejecuciones planificadas después de intentos de fuga fallidos, están documentados. El número estimado de muertos fue de 5.000 personas.
Albert Speer, Ministro de Armamentos y Guerra para el Tercer Reich expresó:

Y en 1944, él (Hitler) tenía 2 Cuarteles Generales que fueron destruidos en Silesia y Turingia, dentro de las Montañas Buho, proyecto que retenía a cientos de especialistas en minería, indispensables, y miles de trabajadores. (...) De acuerdo con el punto 18 del Führerprotokoll del 20 de junio de 1944, yo le reporté al Führer que "hasta el momento, unos 28.000 buenos trabajadores están construyendo adiciones a los Cuarteles Generales del Führer." De acuerdo a mí memorándum del 22 de setiembre de 1944, 36.000.000 de marcos fueron gastados en unos bunkers en Rastenburg (Guarida del Lobo), 13.000.000 para unos bunkers en Pulloch, cerca de Munich, para darle seguridad a Hitler cuándo el visitó Munich, y 150.000.000 para el complejo de bunkers llamado "El Gigante", cerca de Bad Charlottenbrunn. Estos proyectos requerían 328.000 yardas cubicas de cemento reforzado (Incluyendo pequeñas cantidades de albañilería), 277.000 yardas cubicas de pasajes subterráneos, 36 millas de caminos con 6 puentes, y 32 millas de tuberías.

Actualmente los trabajos subterráneos son visitados por los turistas y los amantes de las instalaciones militares. Gran parte del metro está cerrado debido al riesgo de accidentes. Los complejos Rzeczka, Wlodarz y Osówka están abiertos a los visitantes.

## Cultura popular
En los videojuegos de Treyarch Call of Duty: World at War y Call of Duty: Black Ops, ambos tienen un mapa de zombis nazis que está basado en el complejo de laboratorios "Der Riese" y también hay un juego en Flash del complejo.